# 多瘤捲管螺
多瘤捲管螺（学名：Brachytoma tuberosa），是新腹足目捲管螺科Brachytoma屬的一种。

## 分佈
主要分布于韩国、台湾。
常栖息在泥沙质海底。